# Detlef Hartlap
Detlef Hartlap (* 1950 in Essen) ist ein deutscher Journalist.
Er ist Gründer des Ostfriesland Magazins, ehemaliger Chefredakteur der Fernsehzeitschrift prisma und Autor von Reiseführern sowie Büchern über Ostfriesland.

## Leben
Detlef Hartlap wuchs in Zürich auf. Anfang der 1980er Jahre zog er nach Ostfriesland, wo er 1984 das in Norden erscheinende Ostfriesland Magazin gründete und als Chefredakteur fungierte. Er leitete auch die Inselmagazine Muschel (Juist) und Inselglocke (Baltrum).
Nach weiteren journalistischen Stationen unter anderem als Redakteur beim Stern und bei TV Spielfilm wurde er 1993 Chefredakteur des Fernsehmagazins prisma in Köln.  Dort schrieb er unter Pseudonym die wöchentliche literarische Kolumne Tisch für Zwei, die er später unter seinem Klarnamen als Buch veröffentlichte. 2016 wurde er pensioniert und gab seine Stelle als Chefredakteur an Florian Blaschke ab.
Seit 1986 war Hartlap auch als Autor an mehreren Büchern über Ostfriesland und die Ostfriesischen Inseln beteiligt, darunter Das fremde Land. Ostfriesland für Liebhaber (1986), Die Ostfriesischen Inseln (1988) und Heimatkunde Ostfriesland (2008). Anfang der 1990er Jahre schrieb Hartlap zudem Marco Polo Reiseführer zu den Ländern und Kantonen Tschechoslowakei (1992), Island (1993) und Tessin (1993), die zum Teil mehrere Auflagen erlebten und ins Niederländische übersetzt wurden.

## Schriften
- als Mitverfasser: Ostfriesland, München und Luzern 1986 (verbesserte und erweiterte Neuauflage, München 1999, ISBN 3-7658-1212-9)
- Das fremde Land. Ostfriesland für Liebhaber, Norden 1986 (ISBN 3-922365-58-2)
- zusammen mit Martin Stromann: Unser Hage. Das Buch zum Ferienort, Norden 1987 (ISBN 3-922365-66-3)
- zusammen mit Hans Kolde und Martin Stromann: Die Ostfriesischen Inseln, Norden 1988 (ISBN 3-922365-75-2)
- Tschechoslowakei. Reiseführer mit Insider-Tips, Marco Polo Reiseführer, Ostfildern 1992 (ISBN 3-87504-846-6)
- Island. Reiseführer mit Insider-Tips, Marco Polo Reiseführer, Ostfildern 1993 (7., von Sven Strumann aktualisierte Auflage, Ostfildern 2003, ISBN 3-8297-0266-3)
- Tessin. Reiseführer mit Insider-Tips, Marco Polo Reiseführer, Ostfildern 1993 (3., aktualisierte Auflage unter Mitarbeit von Roland Mischke, Ostfildern 1997, ISBN 3-87504-453-3)
- als Herausgeber: Holland für Genießer. Die interessantesten Seiten der Niederlande. Ein Guide für Kenner und alle, die es werden wollen, Köln 2007 (ISBN 978-3-00-022732-5 oder ISBN 3-00-022732-6)
- Heimatkunde Ostfriesland, Hamburg 2008 (ISBN 978-3-455-38047-7)
- Das große Prisma-Backbuch. 92 Rezepte von Lesern für Leser – 92 erlesene Kuchen und Torten. Epubli, Berlin 2011 (ISBN 978-3-8442-1235-8)
- Tisch für Zwei: Geschichten mit Lena .... Aschendorff 2016 (ISBN 978-3-4021-3194-7)